# Minuartia pichleri
Minuartia pichleri là loài thực vật có hoa thuộc họ Cẩm chướng. Loài này được (Boiss.) Maire & Petitm. mô tả khoa học đầu tiên năm 1908.